# Donato Cocco
Pour les articles homonymes, voir Cocco (homonymie).
Donato Cocco (Sant'Eusanio del Sangro, 11 juin 1798 - Chieti, 6 septembre 1873) est un homme politique et un avocat italien.

## Biographie
Il a été député du royaume d'Italie durant la VIIIe législature.